# Batalla d'Aguadulce
La batalla de Aguadulce va ser un enfrontament armat dins de l'àmbit de la Guerra dels Mil Dies entre liberals i conservadors. Va ocórrer el 23 de febrer de 1901 i va acabar amb una aclaparadora victòria per part de l'exèrcit liberal dirigit pel general Benjamín Herrera sobre l'exèrcit conservador apostat a la ciutat de Aguadulce (Panamà) sota les ordres del general Francisco Castro.

## Primera batalla de Aguadulce
El gener de 1901 el general Benjamí Herrera acompanyat dels cabdills Belisario Porras i Victoriano Lorenzo van arribar a la ciutat d'Aguadulce i van exigir la total rendició de l'exèrcit conservador apostat en Aguadulce mitjançant un acord just. Petició a la qual l'exèrcit conservador es va negar. Així el 23 de febrer de 1901 va començar una cruenta batalla que va acabar amb la presa del turó Vigía i la derrota de les forces conservadores sota el comandament del general Castro el qual va aconseguir escapar amb alguns dels seus oficials abans que acabés la batalla.

## Segona batalla de Aguadulce
Més tard, en el mes de juny, el govern conservador va enviar un poderós exèrcit per reprendre Aguadulce. Aquesta operació va ser degudament planejada perquè fos reeixida. Així una força armada dirigida pel general Luis Morales Berti avançaria des de la localitat d'Antón cap a Aguadulce, mentre que una altra dirigida pel general Francisco Castro desembarcaria més a l'oest i avançaria cap a Aguadulce tancant la pinça. Però el general Castro va preferir desembarcar a Antón i unir-se al general Berti. Aquest error va ser aprofitat per les forces liberals a Aguadulce per poder escapar. Així i tot, el 21 de juny de 1901, les forces conservadores aconseguiren reprendre Aguadulce.

## El setge d'Aguadulce
El general Benjamín Herrera al corrent de la situació va proposar un pla molt elaborat per reprendre Aguadulce. Així el general Herrera va mobilitzar al vapor Padilla cap a Aguadulce, la qual cosa més tard faria el seu exèrcit. D'aquesta forma Herrera i el seu exèrcit van executar un tall sistemàtic de totes les comunicacions i enviaments de subministraments cap a Aguadulce. Així Aguadulce va quedar definitivament assetjada per Herrera i les seves tropes. Aquesta genial maniobra bèl·lica portaria com a conseqüència el debilitament de l'exèrcit assetjat. Més de la meitat de la força conservadora va ser vençuda per la gana, la febre i la disenteria durant els 29 dies que va durar el setge. Com el general Luis Morales Berti digués: "Aquell Exèrcit d'herois va venir a convertir-se en un grup desmaiat que inspirava llàstima al mateix adversari".
Davant la dura situació i sota l'incessant setge de l'enemic, el general Berti finalment va capitular a Aguadulce el 27 d'agost de 1901, sota severes condicions imposades pels liberals. En total van ser capturats 13 generals, 300 oficials i al voltant de 3.000 soldats, a més d'obtenir una gran quantitat de material bèl·lic.
El Lloc de Aguadulce és considerat com un excel·lent exemple d'estratègia militar a causa de la seva magnífica planificació i execució. Un exèrcit liberal conformat amb prou feines per 1.000 unitats va aconseguir assetjar i vèncer a un exèrcit molt més experimentat i amb un nombre de tropes que rondaven les 6.000 unitats. Amb aquesta victòria els liberals van aconseguir consolidar la seva posició en l'istme durant aquella època.